# Thunder Butte
Thunder Butte (Wakíŋyaŋ Pahá en lakota) est une butte du Nord-Ouest du comté de Ziebach, dans le Dakota du Sud, aux États-Unis. Particulièrement isolée d'autres reliefs, elle est visible à plusieurs kilomètres de distance.